# Walid Djebrouni
Walid Djebrouni , né le 10/09/1994 , est un joueur de handball algérien 

## Biographie
- JSE Skikda

## Palmarès

### En équipe nationale
Championnats d'Afrique
6e place au Championnat d'Afrique 2018 ( Gabon)
Championnat du monde junior
- 20e place au Championnat du monde junior 2015 ( Brésil)